# Grippe aviaire chez l'animal
La forme clinique grave de la grippe aviaire était autrefois classée parmi les « pestes aviaires ». Elle a été renommée « infection à virus influenza hautement pathogène » à la suite de l'identification de l'agent causal, donc à l'isolement du virus, lors du symposium de Beltsville en 1981… pour ne plus être confondue avec la « pseudopeste aviaire », ancienne dénomination de la maladie de Newcastle, dont les symptômes sont proches ou identiques, mais d'étiologie différente puisque due à un virus du genre Rubulavirus).
Un sous type viral HxNx peut avoir des formes plus ou moins pathogènes, ainsi existent des variants faiblement pathogènes du H5N1, bien qu'il existe aussi des sous-type de ce virus parmi les plus pathogène que les virologues aient jamais décrit.
La dénomination générique de « peste aviaire » regroupait généralement la peste aviaire vraie (ou influenza) et la pseudopeste aviaire (ou maladie de Newcastle), mais pas la peste (ou entérite à virus) du canard (duck plague ou duck virus enteritis) due à un virus herpès.
La grippe aviaire due au H5N1 est une Maladie à Déclaration Obligatoire (MDO), car classée Maladie Réputée Contagieuse (MRC) sous la dénomination : « L'influenza sous toutes ses formes dans toutes les espèces d'oiseaux. » (La maladie doit être provoquée par des virus grippaux possédant un IPIV supérieur à 1,2 ou un sous-type H5 ou H7 pour lequel le séquençage des nucléotides a prouvé la présence d'acides aminés basiques multiples au niveau du site de clivage de l'hémagglutinine). La définition n'englobe pas toutes les espèces. Selon le Code OIE qui inspire la plupart des législations nationales, bien que le virus puisse infecter le singe, la maladie n'est pas MRC pour le singe. En 2005-2006, divers experts ont recommandé un meilleur suivi de tous les sous-types grippaux pour toutes les espèces à risque et non pour le seul H5N1 chez les espèces réputées sensibles. Jusqu'en 2006, les formes faiblement pathogènes n'étaient pas déclarées chez les oiseaux sauvages ou domestiques, mais la FAO, l'OIE et le nouveau règlement OIE ont encouragé leur déclaration depuis, car ces virus peuvent avoir une importance écoépidémiologique, en tant que réserve de gènes susceptibles d'être recombinés avec les gènes de sous-types pathogènes. Ils peuvent aussi muter et devenir dangereux.
Jusque dans les années 2004, la prévalence des virus grippaux (dont H5N1) chez les oiseaux et plus encore chez d'autres espèces que les oiseaux était quasiment inconnue, faute d'études de screening général de la faune sauvage, et faute de moyens humains et financiers affectés à l'écoépidémiologie.

## Définition pour l'Union européenne
L'influenza aviaire (hautement pathogène : HP) est défini légalement comme :
- « une infection des volailles causée par tout virus influenza de type A ayant un indice de pathogénicité par voie intraveineuse (IPIV) supérieur à 1,2 (chez le poulet EOPS âgé de six semaines),
- ou toute infection causée par des virus influenza de type A et de sous types H5 ou H7 pour lesquels le séquençage des nucléotides a prouvé la présence d'acides aminés basiques multiples au niveau du site de coupure de l'hémagglutinine » (Directive européenne 92/40/CEE, et JO arrêté du 8 juin 1994).

## Le vétérinaire distingue trois types de souches
- Souches vélogènes (HP ou « Hautement pathogènes »), sources d'épizooties très meurtrières caractérisées par atteinte viscérale et/ou nerveuse associée ou non à des troubles respiratoires. À ce jour, ces souches correspondent aux sous-types H5 et H7.
- Souches mésogènes et lentogènes (respectivement moyennement à peu virulentes) à l'origine de troubles respiratoires ou nerveux qui s'accompagnent éventuellement d'une mortalité élevée, mais seulement chez les jeunes.

## Pouvoir pathogène
Il varie selon les caractéristiques intrinsèques du virus et selon l'état immunitaire de l'organisme qui subit l'infection. Ces variations sont d'ordres :
- quantitatives (selon que la souche est vélogène, mésogène ou lentogène)
- qualitatives (selon l'espèce touchée, avec un tropisme tissulaire (les organes atteints) variable ou plus rarement (dans le cas des souches hautement pathogènes) une attaque systémique, comme dans le cas rapidement mortels de 1918 ou le cas du virus A H5N1 HP qui sévit en Asie depuis 2003.

Un indice de pathogénicité peut aussi être expérimentalement fourni pour le poulet par l'index de pathogénicité intra-veineuse (IPIV pour les francophones ou IVPI : Intravenous pathogenicity index pour les anglo-saxons); Les souches HP (Hautement pathogènes) ont généralement un index supérieur à 1,2 ; 0 correspondant au moins pathogène et 3 au plus pathogène.
Il existe aussi un Index de pathogénicité intra-cérébrale (ICPI : Intracerebral pathogenicity index pour les anglo-saxons) classé de 0 (le moins pathogène) à 2 (le plus pathogène).
L'hémagglutinine virale semble le 1er déterminant de la virulence des souches. Une séquence multibasique au niveau du site de clivage de l'hémaglutinine caractériserait les souches hautement pathogènes et très contagieuses. Cette propriété est fréquente chez les sous-types aviaires H5 et H7 (Des souches initialement faiblement pathogènes peuvent aussi parfois, à la suite de mutations affectant l'hémagglutinine (accumulation d'AA basiques), devenir hautement pathogènes).
Il est possible qu'un oiseau sortant d'un œuf produit lors d'une épizootie par une femelle en contact avec un virus peu pathogène voit néanmoins sa fitness (chances de survie) réduite, ce qui est le cas pour l'Homme.

## Classement phylogénétique
La première souche connue de H5N1 est : HP IA A H5N1 (A/chicken/Scotland/59), trouvé sur des poulets morts en Ecosse en 1959; 
Les variants du HPAI A(H5N1) qui ont sévi en  2004 sont issus de virus qui ont évolué de 1999 à 2002 en créant une  souche très pathogène dite de génotype Z. (ou "Asian lineage HPAI A(H5N1)").

Cette souche s’est subdivisée en deux groupes antigéniquement différents pour l’hémaglutinine (H). 
Sur la base de la séquence des acides aminés du site de clivage de la protéine hémagglutinine (H ou HA)  étudiée chez les virus H5N1 circulant chez l’oiseau ou l’Homme de 2003 à 2006, on les a aujourd’hui classé en deux clades* phylogénétiques distincts.
Les virus du clade 1 semblent avoir surtout circulé au Cambodge, en Thaïlande et au Vietnam où ils ont infecté l’Homme en 2004 et 2005. Ils ont infecté des oiseaux au Laos et en Malaisie.
Les virus du clade 2 semblent avoir surtout circulé chez les oiseaux en Chine et en Indonésie en 2003-2004  et au Japon et Corée du Sud puis ils ont en 2005-2006 diffusé vers l'ouest vers le Moyen-Orient, l’Europe et l’Afrique, devenant le principal responsable des infections humaine de la fin 2005 et du début 2006 selon l’OMS.
Six clades secondaires ont été distingués au sein du clade 2, qui ont des distributions géographique différentes et ont été la cause d’infections humaines mortelles.
Ils sont classés par l’OMS en trois sous-clades (sub-clades no 1, 2 et 3) 
- Sous-clade 1 : Indonesie
- Sous-clade 2 : Moyen-Orient, Europe et Afrique
- Sous-clade 3 : Chine

Des vaccins pré-pandémiques ont été testés, fabriqués et commencent à être stockés. Les premiers sont tous produits à partir de virus du clade 1, d’origine vietnamienne (rg A/Vietnam/1194/2004 (NIBRG-14) et rg A/Vietman/1203/2004 (CDCRG-1 et  SJRG-161052)). 
Le virus a beaucoup évolué de 2004 à 2006 et on ne peut connaître à l’avance le variant qui pourrait acquérir des caractéristiques pandémiques. Il faut donc aussi étudier des prototypes de vaccins adaptés aux nouveaux variants qui se développent et qui sont génétiquement distinct des virus du clade 1 (en Indonésie notamment).
Il faut aussi étudier les protections croisées que pourraient offrir certains vaccins vis-à-vis de différents clades et subclades. Sur la base de la diffusion géographique, de l'épidémiologie, et des propriétés antigéniques et génétiques des virus H5N1 isolés chez les humains les 12 mois précédents, les pays peuvent recommander un ou plusieurs virus vacciniques qui peuvent être stockés.

## Prévalence

### Prévalence des influenzavirus aviaires chez les oiseaux sauvages
Réservoir principal : Il est réputé être constitué par les oiseaux et peut-être plus précisément. Dans l'état actuel du savoir, les principaux impliqués dans le portage du virus seraient :
1. Les ansériformes (anser, -eris = « oie » en latin) Cet ordre regroupe des oiseaux au bec, large et plat muni de lamelles, recouvert d'une peau nue riche en corpuscules tactiles, aux pattes palmées et courtes (oies, canards, notamment le canard colvert) ; ils construisent généralement leur nid à terre. L'ordre des ansériformes regroupe 2 familles:
• les anatidés (canards, oies, cygnes, etc.)
• les anhimidés (kamichis, chaunas), les passériformes (moineaux…)
2. Les charadriiformes (comprend les oiseaux limicoles et aussi ceux qui ont évolué vers des types plus spécialisés comme les labbes, goélands, mouettes, sternes, pingouins…),
3. Mais le virus a été isolé chez une grande diversité d'espèces sauvages et tous sont a priori susceptibles d'en être malade ou porteur asymptomatique du H5N1.

Les données écoépidémiologiques sur la grippe aviaire (et autres viroses aviaires) chez les oiseaux sauvages sont encore rares, mais les nombreuses analyses faites fin 2005 et début 2006 dans le cadre du suivi du H5N1 devraient apporter des éclaircissement sur le comportement de ce virus.
En France, les études de C. Hannoun de 1977 à 1999 et par J.M. Devaux en 1979 sur l'avifaune aquatique de la Baie de Somme ont montré :
93 souches de virus,
un pic d'infection au mois d'octobre,
l'existence d'un réservoir sauvage permanent.
De 2000 à 2003, une enquête de l'Unité Sanitaire de la faune de l'ONCFS et de l'ANSES de Ploufragan a montré la présence de virus Influenza faiblement, voire non, pathogène sur plusieurs espèces d'oiseaux capturées dans l'estuaire de la Loire et dans la Dombes. Essentiellement sur :
-  Canard colvert (Anas platyrhynchos),
-   Sarcelle d'hiver (Anas crecca),
-   Foulque macroule (Fulica atra) et
-   Grand Cormoran (Phalacrocorax carbo).
Des virus influenza ont jusqu'à présent été trouvés chez près de 90 espèces appartenant à 12 des 50 ordres d'oiseaux.
Le plus grand nombre et la plus grande variété de ces isolats ont été trouvés chez des espèces appartenant à l'ordre des ansériformes (canards, oies et cygnes). 
Sur 2317 isolats viraux recensés dans un bilan de 1998 (Stallknecht, 1998),
-   93,8 % provenaient d'ansériformes qui avaient le taux moyen d'isolement le plus élevé (15,2 %),
-   2,9 % chez des passeriformes (passereaux),
-   2,2 % chez des charadriiformes (sternes, goélands et limicoles).
En 2002, les piciformes (pics) semblaient constituer avec les passériformes les seuls ordres d'oiseaux sauvages non aquatiques porteurs avérés de virus influenza.
Selon l'Afssa en 2002, un doute subsistait pour les columbiformes (dont les pigeons), pour lesquels des rapports contradictoires font état ; soit de l'isolement de virus influenza (Stallknecht, 1998), soit au contraire d'une résistance complète à l'infection (Slemons et Easterday, 1972, cités par Stallknecht et Shane, 1988). Il semble qu'il y ait eu dans le passé à Paris une mortalité importante de pigeons (80 % environ) qui pourrait être attribué à une influenza aviaire HP (hautement pathogène)
Le taux moyen d'isolement à partir d'espèces autres que les canards et les oies approchait 2 % (Stallknecht, 1998), alors que chez les ansériformes il semble pouvoir varier d'environ 6 % chez les adultes en migration d'automne (Slemons et al., 1991) jusqu'à 60 % chez les juvéniles dans les rassemblements pré-migratoires (Hinshaw et al., 1980), quoique chez ces derniers des pourcentages voisins de 20 % soient plus fréquemment rapportés (Webster et al., 1977, Hinshaw et al., 1978).
- En France, une étude réalisée en Baie de Somme (Parc Ornithologique du Marquenterre) de 1976 à 1978 par l'Institut Pasteur (Pr. Claude Hannoun) a mis en évidence une prévalence variant de 1 à 16 % des sujets prélevés chez les cinq espèces de canard qui s'avéraient porteuses de virus influenza aviaires (Hannoun et Devaux, 1981).
-  Avant 2001, les Pays-Bas ont produit des études fournies (examen de 3800 échantillons) montrant une prévalence d'environ 1 % chez les canards et les oies (espèces aviaires non précisées (source = Réunion communautaire annuelle des Laboratoires Nationaux de Référence pour les pestes aviaires, Uppsala, Suède, 26-28 avril 2001).
Tous les sous types de virus influenza semblent hébergés chez les oiseaux sauvages.
Des différences significatives existent, par exemple, entre ;
1. les sous-types hébergés par les charadriiformes et les canards (Kawaoka et al., 1988),
2. les sous types circulant chez les oiseaux migrateurs de l'ancien ou du nouveau monde (Süss et al., 1994 ; Ito et al., 1995).

La transmission d'un virus influenza aviaire des oiseaux migrateurs du compartiment eurasien à ceux du compartiment américain reste cependant possible, comme cela a été démontré avec le sous type H2.
Cette transmission s'accompagne d'une rapide évolution de la souche virale qui s'adapte à un nouvel environnement (Makarova et al. 1999).
En France, l'étude de C HANNOUN (I. Pasteur) dans le parc du Marquenterre, prolongée jusqu'en 1982, a trouvé des virus porteurs de 8 des 13 (aujourd'hui 15) espèces moléculaires connues d'hémagglutinines et de 6 des 9 espèces moléculaires connues de neuraminidases (C. Hannoun, communication personnelle à J.-C MANUGUERA, reprise dans le rapport AFSSA 2002).
Lorsqu'exceptionnellement c'est le cas, il a été suggéré sur la base d'une concordance temporelle et spatiale que les oiseaux sauvages s'étaient infectés au contact de volailles domestiques à l'occasion d'épizooties d'HPAI (Alexander, 2000 ; Capua et al., 2000).
Les virus influenza isolés chez les oiseaux sauvages en général, ne sont pas hautement pathogènes pour l'avifaune domestique. Lorsqu'exceptionnellement c'est le cas, il a été suggéré sur la base d'une concordance temporelle et spatiale que les oiseaux sauvages s'étaient infectés au contact de volailles domestiques à l'occasion d'épizooties d'HPAI (Alexander, 2000 ; Capua et al., 2000).
En France, l'École nationale vétérinaire de Lyon, dans le cadre d'un projet de thèse, mène un travail sur le risque d'épizooties chez les oiseaux sauvages (sédentaires et migrateurs) et domestique dans la Dombes. Il s'agit aussi d'étudier l'influence des facteurs de risques liés aux habitats (zone humide de la basse vallée de l'Ain, notamment la Dombes), à leur gestion (agricole, de l'élevage) et à l'influence des changements globaux, dont climatiques. Le travail s'appuie sur une modélisation, le 1er oiseau choisi étant le colvert, réputé présenter des niveaux de portage sérologique et virologique élevés pour les virus Influenza.

### Prévalence chez d’autres espèces que l’oiseau.
Ce sont essentiellement - pour des raisons économiques - les espèces domestiques et notamment le porc et le cheval qui ont fait l'objet d'études.
Le chat et plus récemment le chien ont également fait l'objet de l'attention de chercheurs, respectivement aux Pays-Bas et aux États-Unis. 
Début 2006, après la découverte d'un chat mort du H5N1 en Allemagne, la presse et plusieurs autorités vétérinaires administratives francophones ont affirmé que le chat était un "cul-de-sac épidémiologique" et qu'il ne pouvait pas donner la grippe à l'homme ou à d'autres espèces. Or si le risque est peut-être très faible, cette possibilité ne semble pas avoir été réellement étudiée, tant du point de vue d'une éventuelle capacité pour le chat à transmettre le virus, notamment via ses excréments à d'autres animaux, que du point de vue d'une éventuelle transmission à l'homme si le virus devait muter. Des études ont été annoncées en Thaïlande, mais ne semblent pas avoir été finalisées ou publiées.
On sait cependant par des expériences déjà anciennes que (sauf pour le H5N1 HP qui tue le chat) que ce félin peut être infecté par au moins certains sous-types du virus A de la grippe saisonnière humaine, sans en mourir et sans symptômes, tout en excrétant des quantités significatives de virus. Et en laboratoire les chats infectés se sont montrés très contagieux pour d'autres chats. leurs excréments portaient une charge virale élevée suggérant une possible contagion fécale-orale. (pour en savoir plus voir l'article "Le chat et la grippe").
On manque de données sur la dose infectieuse et les facteurs favorisant l'infections chez les espèces autres que l'Homme. Il n'y a d'ailleurs pas de consensus quant à la dose infectieuse pour l'Homme.

#### Chez les mammifères
La sensibilité du porc et du cheval à quelques sous-types de virus influenza de type A HxNx est connue depuis quelques décennies pour le cheval et depuis 1918 pour le porc.<be> Mais quand le virus Influenza a été recherché, il a également été détecté chez d'autres espèces mammifères terrestres (chien, chat, souris, furet, vison, chameau..)  ou marines : les cétacés (baleines, dauphins, marsouins..) et les pinnipèdes (Phoques, morses, otaries) connaissent la grippe.
Le virus A H5N1 HP qui circule depuis 2003 chez les oiseaux de nombreux pays a été mis en évidence lors d'infection naturelle chez quelques espèces de mammifères carnivores sauvages, généralement captifs, semi-domestiqués ou domestiques (chat, tigre, léopard, panthère nébuleuse, porc domestique, civette d'Owston).
La sensibilité de certains mammifères a été confirmée par des infections expérimentales en laboratoire chez quelques espèces (chat, macaque crabier, lapin blanc de Nouvelle-Zélande, furet, souris, rat).

#### Chez d'autres espèces que les mammifères
Le virus Influenza aviaire est un "spécialiste" du mucus. il cible l'acide sialique ou ses résidus. On peut donc - ne serait-ce que par précaution - se demander si d'autres espèces ne pourraient pas être porteuses ou vectrices de virus d'Influenza aviaire, sans nécessairement le multiplier. 
Ce pourrait être par exemple le cas d'escargots (aquatiques ou terrestres) ou de limaces dont le mucus contient des acides sialiques. (Il ne semble pas, à la mi-2006 que cette question ait déjà été étudiée). Même si sa présence y est jugée improbable, le comportement du virus dans le mucus qui recouvre les écailles des poissons ne mériterait-il pas d'être aussi exploré.
Sans que ces espèces participent nécessairement à la multiplication virale, elles pourraient constituer un maillon de la chaîne écoépidémiologique de transmission, et contribuer au réservoir viral.
De telles études pourraient permettre d'éventuelles découvertes de molécules à intérêt pharmaceutique ou de mécanismes antiviraux dans les mucus de ces espèces ; De manière générale, le mucus des amphibiens ou des limaces les protègent remarquablement bien de multiples affections bactériennes, fongiques ou virales, et de nombreux invertébrés, aquatiques notamment, produisent des mucus dont les propriétés n'ont que peu été étudiées.